# Zé Turbo
Júnior José Correia (23 de octubre de 1996), conocido como Zé Turbo, es un futbolista bisauguineano juega como delantero en el F. C. Pari Nizhni Nóvgorod de la Liga Premier de Rusia.

## Trayectoria
Se formó en el Real Sport Clube. Luego fue transferido al Sporting de Lisboa en 2014. Después de marcar dos veces contra Maribor en la UEFA Youth League, firmó un contrato de cinco años con una cláusula de compra de 45 millones de euros.
En febrero de 2015, fichó para el Inter de Milán. El 31 de mayo, en el juego final de la temporada en casa ante el Empoli, fue convocado por primera vez por el técnico, aunque no disputaría minutos en ese encuentro.
El 4 de agosto de 2016, Zé Turbo fue cedido al Clube Desportivo de Tondela por una temporada. Dieciséis días después, hizo su debut profesional con el Tondela en un partido en Chaves, reemplazando a Miguel Cardoso en los últimos 19 minutos de un empate 1-1. El 15 de enero de 2017, fue cedido al Marbella Fútbol Club de la Segunda División B de España por el resto de la temporada. Hizo su debut con ellos dos semanas después como sustituto en el minuto 82 de Kike Márquez en una victoria local de 3-2 sobre el Atlético Mancha Real.
El 24 de agosto de 2017, Zé Turbo firmó para el Catania, equipo de la Serie C de Italia, a préstamo de una temporada. Hizo su debut el 2 de septiembre, jugando los últimos nueve minutos de una derrota por 1-0 ante el Casertana en lugar de Cristian Caccetta. Su préstamo en Catania finalizó el 17 de enero de 2018.
En julio de 2018 llegó a Newell's Old Boys de Rosario, para afrontar la Superliga Argentina. En enero de 2019 se marchó al Club Nacional de Paraguay.

## Selección nacional
El 14 de junio de 2023 hizo su debut con la selección de Guinea-Bisáu en un partido de clasificación para la Copa Africana de Naciones de 2023 ante Santo Tomé y Príncipe.

## Clubes
| Club                       | País      | Año       | Partidos | Goles |
| -------------------------- | --------- | --------- | -------- | ----- |
| Inter de Milán             | Italia    | 2015-2016 | 0        | 0     |
| C. D. Tondela              | Portugal  | 2016      | 10       | 0     |
| Marbella F. C.             | España    | 2017      | 13       | 0     |
| Calcio Catania             | Italia    | 2017      | 7        | 1     |
| S. C. Olhanense            | Portugal  | 2018      | 12       | 1     |
| Newell's Old Boys          | Argentina | 2018      | 1        | 0     |
| Club Nacional              | Paraguay  | 2019      | 3        | 1     |
| F. C. Schaffhausen         | Suiza     | 2019-2020 | 16       | 1     |
| Grasshoppers               | Suiza     | 2020-2021 |          |       |
| Nantong Zhiyun             | China     | 2021-2023 |          |       |
| Al-Markhiya S. C.          | Catar     | 2023      |          |       |
| F. C. Pari Nizhni Nóvgorod | Rusia     | 2023-2025 |          |       |
| AEL Limassol F. C.         | Chipre    | 2025      |          |       |
| F. C. Pari Nizhni Nóvgorod | Rusia     | 2025-     |          |       |